# Praworęczność

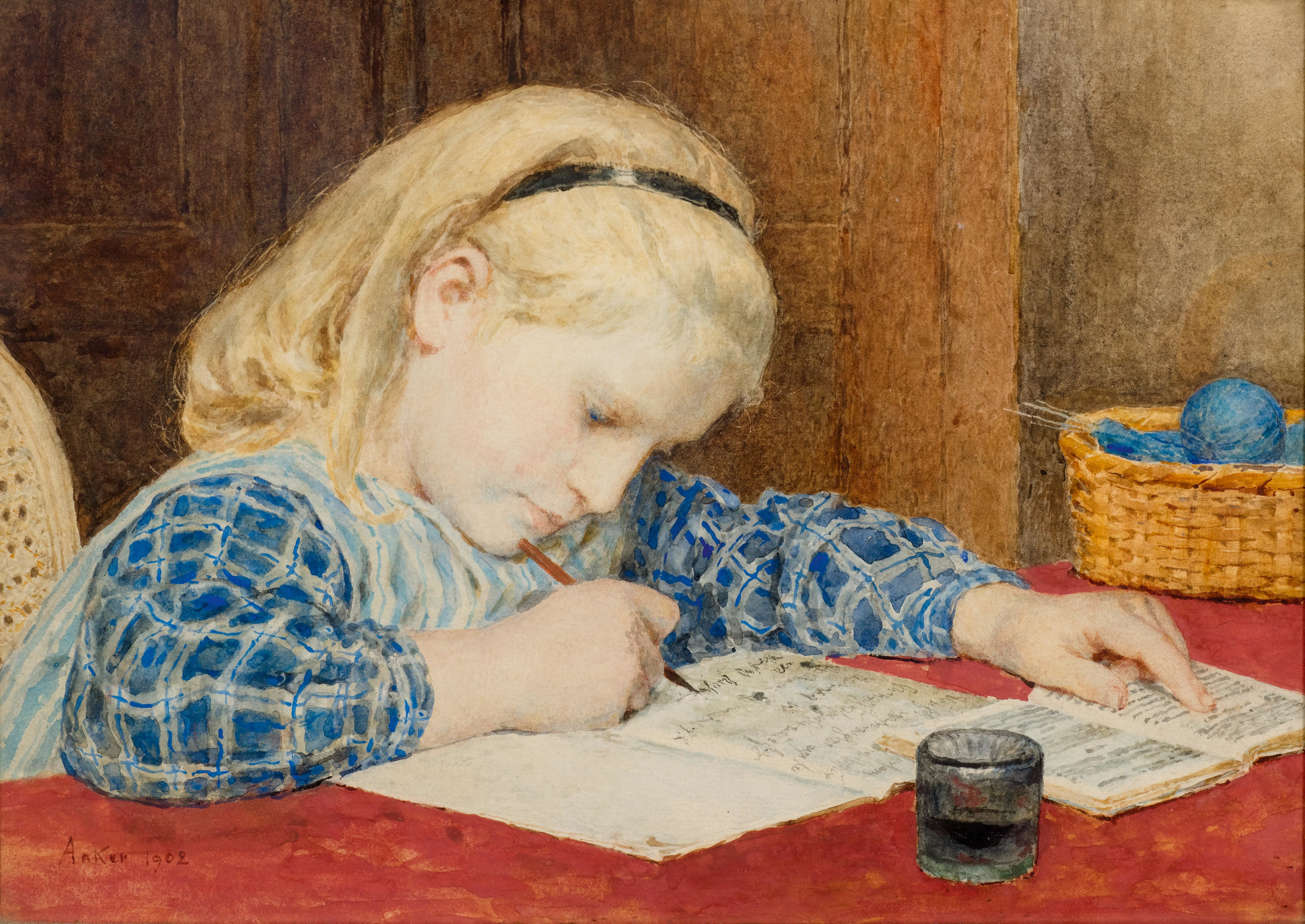
Obraz przedstawiający praworęczną dziewczynkę („Schreibendes Mädchen”, Albert Anker, 1902)

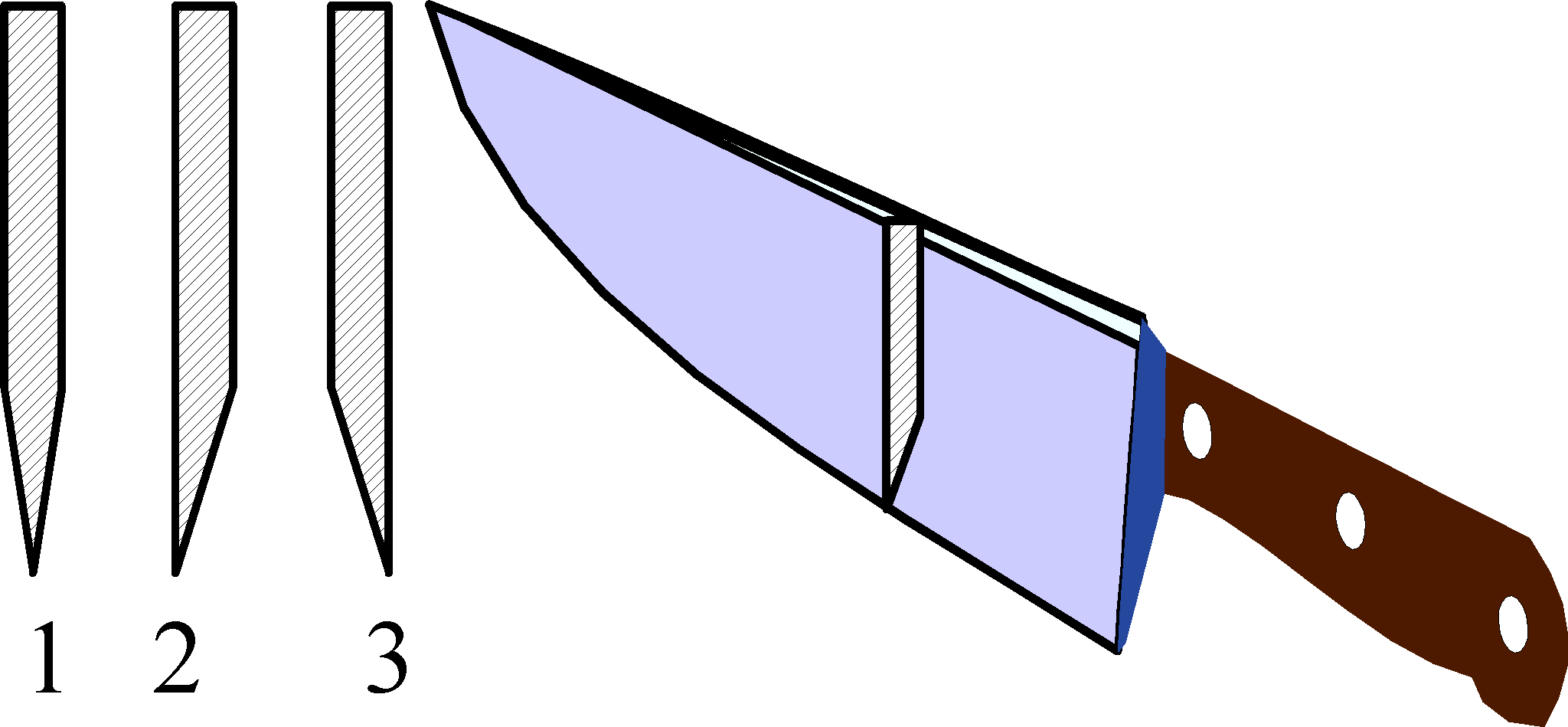
Typy ostrza noża: nr 2 dla praworęcznych, nr 3 dla leworęcznych

Praworęczność – typowa dla znacznej większości ludzi funkcjonalność prawej i lewej ręki. 
Szacuje się, że około 75-90% ludności jest praworęczna. Osoby praworęczne wykonują większość czynności wymagających dużej precyzji ruchów za pomocą ręki prawej. Praworęczność wynika z silniejszego rozwoju lewej półkuli mózgowej u osób praworęcznych.
Osoby praworęczne posiadają również znacznie bardziej wykształconą całą prawą część ciała ("prawonożność", "prawouszność", "prawooczność").